# Bárbara Guimarães

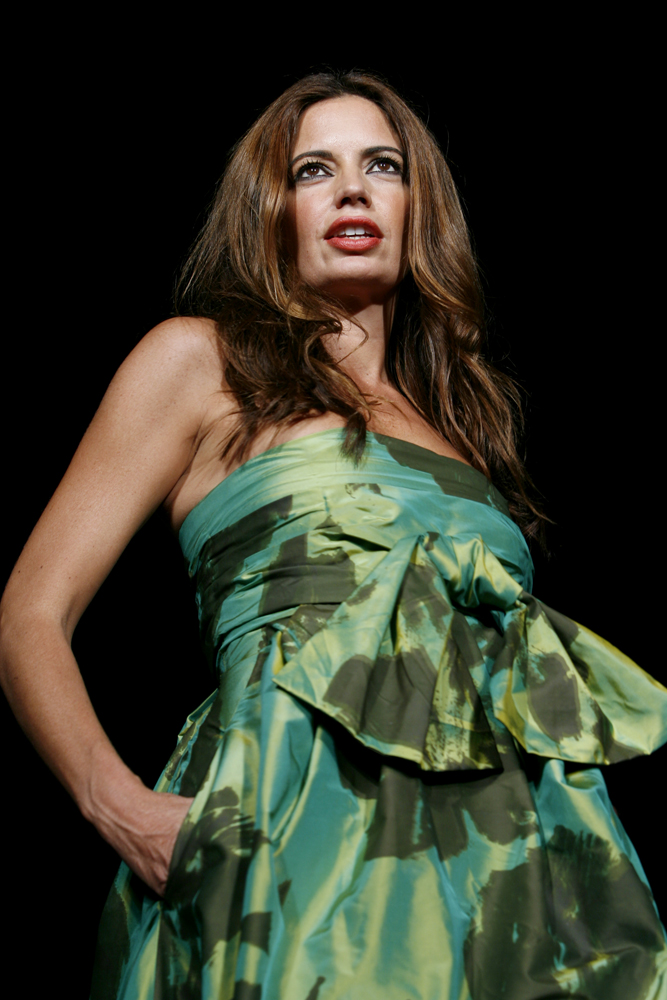
Bárbara Guimarães (auf der Moda Lisboa, 2008)

Bárbara dos Santos Guimarães (* 21. April 1973 in Sá da Bandeira, Angola) ist eine portugiesische Fernsehmoderatorin.

## Leben
Bárbara Guimarães wurde 1973 in Sá da Bandeira, dem heutigen Lubango geboren, in der damaligen portugiesischen Kolonie Angola. Noch als Kleinkind kam sie mit ihrer Familie zurück nach Portugal. Später studierte sie Internationale Beziehungen an der Universität Lusíada in Lissabon, brach das Studium dann aber ab, um Journalistin für den Fernsehsender TVI zu werden. Nachdem sie dort auch Kultursendungen zu moderieren begonnen hatte, wechselte sie zum Sender SIC, wo sie immer häufiger durch populäre Unterhaltungssendungen führte. Sie wurde fortan eine bekannte Persönlichkeit, auch in den Klatschspalten des Boulevards.
Sie erlangte insbesondere als Moderatorin verschiedener Castingshows oder auch der Globo-de-Ouro-Preisverleihungen große Bekanntheit in Portugal. 2012 drehte der Sender The Biography Channel eine Dokumentation über ihr Leben, die auch international gezeigt wurde.
Nach einer Ehe mit dem Fernseh-Drehbuchautor Pedro Miguel Ramos von 1997 bis 2002 war Bárbara Guimarães ab 2003 mit dem Politiker Manuel Maria Carrilho verheiratet, von dem sie zwei Kinder hat, Sohn Dinis Maria (* 30. Januar 2004) und Tochter Carlota Maria (* 10. Oktober 2010). Die Ehe wurde, von zahlreichen Meldungen über gegenseitige Anschuldigungen begleitet, 2013 wieder geschieden. Vorher wie nachher wurde in der Klatschpresse häufig über sie berichtet, etwa über ihre Affäre 2014 mit dem Unternehmer Kiki Neves, oder über ihre Fotos für das Cover des Männer-Lifestylemagazins GQ 2012.